# Ranger 9
Ranger 9 byla bezpilotní sonda organizace NASA z USA určená k průzkumu Měsíce vypuštěná roku 1965. Celý projekt programu Ranger připravila Jet Propulsion Laboratory (JPL) v Pasadeně u Los Angeles.

## Start
S pomocí dvoustupňové rakety Atlas Agena B odstartovala sonda z rampy na kosmodromu
Eastern Test Range na Floridě dne 21. března 1965. V katalogu COSPAR dostala přidělené označení 1965-023A.

## Konstrukce sondy
Váha byla 365 kg. Byla stejná jako Ranger 6 až Ranger 8. Mimo motoru na hydrazin měla palubní počítač, vysílače, silnější chemické baterie a sluneční panely baterií. Dále televizní aparatura s řadou kamer a třemi vysílači, parabolickou anténou. Byl zde stabilizační a orientační systém, jehož součástí bylo 12 trysek na stlačený dusík. Celá sonda dosahovala výšky 3,1 metru.

## Program
Hlavním cílem této mise bylo pořídit několik tisícovek snímků během přiblížení k Měsíci a navázat tak na úspěchy předchozích misí Rangerů.

## Průběh letu
Raketa se sondou odstartovala bez problémů. Po malé korekci, zpřesnění dráhy sonda dopadla po třech dnech letu 24. března 1965 s malou odchylkou 4 500 metrů od cíle, do velkého kráteru Alphonsus na selenografických souřadnicích 12,8° J a 2,3° Z. Ve vzdálenosti 2261 km od místa dopadu, tedy 19 minut předtím, začala pořizovat snímky. Stačila jich poslat 5814 a poslední z nich těsně před tvrdým dopadem na povrch obsahoval detaily 25 cm balvanů.
Poslední tři sondy program zdárně naplnily a USA mohly přejít na program další, náročnější – Surveyor. Souboj mezi velmocemi SSSR – USA o prvenství v dosažení Měsíce pokračoval.